# Anoplothyrea
Anoplothyrea är ett släkte av tvåvingar. Anoplothyrea ingår i familjen rovflugor.
Kladogram enligt Catalogue of Life:
| Anoplothyrea | \| \| Anoplothyrea indiana \| \| \| \| \| \| Anoplothyrea javana \| \| \| \| |
|              | \| \| Anoplothyrea indiana \| \| \| \| \| \| Anoplothyrea javana \| \| \| \| |
|              | Anoplothyrea indiana                                                         |
|              |                                                                              |
|              | Anoplothyrea javana                                                          |
|              |                                                                              |